# Filipi, Grčija
Filipi  (grško  Φίλιπποι, Fílippoi) je bilo veliko grško mesto severozahodno od bližnjega otoka Tasos.  Izvirno ime mesta je bilo Krenides (grško Κρηνῖδες, Krenides), kar pomeni  "Studenci". Ustanovili so ga kolonisti s Tasosa leta 360/359 pr. n. št. Mesto so leta 356 pr. n. št. preimenovali po Filipu II. Makedonskemu in ga po osmanski osvojitvi Makedonije v 14. stoletju opustili. Sedanja mestna občina Filippoi je v bližini starih Filipov in spada v regijo Vzhodna Makedonija it Tesalija z glavnim mestom Kavala. 
Arheološko najdišče Filipi je bilo leta 2016 vpisano na Unescov seznam svetovne dediščine.

## Zgodovina

### Ustanovitev
Grški kolonisti s Tasosa so leta 360/359 pr. n. št. blizu obale Egejskega morja in  ob vznožju gore Orbelos. ki se zdaj imenuje Lekani, ustanovili naselje Krenides, kar pomeni "izviri" ali "studenci". Naselje je stalo 13 km severozahodno od Kavale na severnem robu močvirja, ki je v antiki pokrivalo celo pokrajino do pogorja Pangeon na jugu. Leta 356 pr. n. št. je naselje zasedel makedonski kralj Filip II., po katerem se je naselje preimenovalo v Filipi.
Makedonski osvajalci mesta so želeli prevzeti nadzor nad sosednjimi rudniki zlata in vzpostaviti garnizijo na strateškem prehodu: mesto je nadzorovalo pot med Amfipolom in Neapolisom, del velike kraljeve poti, ki poteka v smeri vzhod-zahod čez Makedonijo, ki jo je Rimska republika, rekonstruirana v 2. stoletju pred našim štetjem kot del Via Egnatia. Filip II. je mesto obdaril s pomembnimi utrdbami, ki so delno blokirale prehod med močvirjem in goro Orbelos in poslal koloniste, da so ga zasedli. Filip je dal tudi delno izsušiti močvirje, kar potrjuje pisec Teofrast (ok. 371 – ok. 287 pr. n. št.). Filipi so ohranili svojo avtonomijo v okviru kraljevine Makedonije in imeli svoje politične institucije (skupščino demosa). Odkritje novih rudnikov zlata v bližini mesta, v Asyli, je prispevalo k bogastvu kraljestva in Filip je tam ustanovil kovnico denarja. Mesto se je popolnoma vključilo v kraljestvo v zadnjih letih vladavine (221 do 179 pr. n. št.) Filipa V. Makedonskega ali vladavine Perzeja Makedonskega.
Ko so Rimljani v tretji makedonski vojni leta 168 pr. n. št. uničili Antigonidsko dinastijo, so Makedonsko kraljestvo razdelili na štiri ločene države (merides). Amfipol, in ne Filipi, je postal glavno mesto Vzhodne makedonske države.
O Filipih v tem obdobju ni skoraj nič znanega. Med  arheološke ostanke  iz tega obdobja spadajo mestno obzidje, Veliko gledališče, temelji hiše pod rimskim forumom in majhen tempelj, posvečen kultu heroja. Slednji stoji nad grobnico nekega Eksekesta in je morda stal na agori in bil posvečen ktistēsu (grško κτίστης), herojskemu ustanovitelju mesta.

### Rimsko obdobje
Filipi so se v zgodovini ponovno pojavili med rimsko državkjansko vojno  (43–42 pr. n. št.), ki je sledila umoru Julija Cezarja leta 44 pr. n. št. Cezarjeva naslednika Mark Antonij in Oktavijan sta se v bitki pri Filipih zahodno od Filipov oktobra 42  pr. n. št. spopadla s silami Cezarjevega morilca Marka Junija Bruta in Gaja Kasija Longina. Antonij in Oktavijan sta v bitki premagala pristaše Rimske republike. Po bitki sta odpustila nekaj vojnih veteranov, verjetno pripadnikov XXVIII. legije, ki so se naselili v Filipih in jih obudili kot Colonia Victrix Philippensium. Leta 30 pr. n. št. je oblast v rimski državi prevzel Oktavija in, verjetno leta 27 pr. n. št., postal rimski cesar. Reorganiziral je kolonijo v Filipih in tja poslal še več veteranov, verjetno iz pretorijanske garde, in drugih Italijanov. Kolonija se je preimenovala v Colonia Iulia Philippensis. Ko je Oktavijan januarja 27. pr. n. št. od Rimskega senata prejel naslov Avgusta, se je kolonija preimenovala v Colonia Augusta Iulia Philippensis.
Po drugem preimenovanju, morda že po prvem, je bilo ozemlje Filipov centurirano - razdeljeno na kvadratne parcele - in razdeljeno kolonistom. Mesto je ohranilo makedonsko obzidje, njegov splošni načrt pa je bil le delno spremenjen z gradnjo foruma malo vzhodneje od stare grške agore. Postalo je  "mali Rim". V njem so veljali enaki mestni zakoni kot v Rimu, vodila pa sta ga  vojaška častnika (duumviri), imenovana neposredno iz Rima, enako kot v drugih rimskih kolonijah. 
Kolonija je imela zaradi bližnjih rudnikov zlata privilegiran položaj na rimski cesti Via Egnatia. Njeno bogastvo dokazujejo številni spomeniki, še posebej impozantnih glede na razmeroma majhno mesto. Mesto je imelo furum, postavljen na dveh terasah na obeh straneh glavne ceste. Zgrajen je bil v več fazah med vladavinama cesarjev Klavdija (41–54 n. št.) in Antonina Pija (138–161). Gledališče je bilo razširjeno, da so lahko igrale rimske igre. O blaginji mesta priča tudi obilo latinskih napisov.

### Zgodnje krščansko obdobje
Nova zaveza omenja, da je Filipe med njegovim drugim misijonarskim potovanjem (verjetno leta 49 ali 50 n. št.) obiskal apostol Pavel (Apd 16,9–10). Na osnovi zapisov v Apostolskih delihApd 16,12 in Pisma FilipjanomFlp 1,1 so prvi kristjani sklepali, da je njihovo skupnost ustanovil prav Pavel. Domneva se, da je Pavel v spremstvu Sile, Timoteja in morda Luke, avtorja Apostolskih del, na evropskih tleh prvič oznanjeval novo vero prav v Filipih.Apd 16,12–40 Po Novi zavezi je Pavel mesto obiskal še dvakrat, leta 56 in 57. Pismo Filipljanom je bilo napisano leta 61 ali 62. Na razvoj krščanstva v Filipih kaže pismo Polikarpa iz Smirne, naslovljeno na skupnost v Filipih okoli leta 160, in nagrobni napisi.
Prva cerkev v Filipih je bila majhna stavba, ki je bila pred tem verjetno majhna molilnica. Cerkev se po napisu na talnem mozaiku imenuje Pavlova bazilika. Iz omembe škofa Porfirija, ki se je tisto leto udeležil koncila v Serdiki (sodobna Sofija), je bila zgrajena leta 343.
Filipi so kljub temu, da so imeli eno najstarejših kongregacij v Evropi, dokazano dobili škofijo šele v 4. stoletju. 
Od 4. do 6. stoletja je bilo zgrajenih sedem cerkva. Nekatere so se po velikosti in okrasju kosale z najlepšimi cerkvami v Solunu in Konstantinoplu. Načrt in arhitektura bazilike B, podobna Hagiji Sofiji in sv. Ireni v Konstantinoplu, sta tej cerkvi dala  privilegirano mesto v zgodovini zgodnjekrščanske umetnosti. Kompleksna stolnica, ki je konec 5. stoletja prevzela mesto Pavlove bazilike, je bila zgrajena okoli osmerokotne cerkve in se je lahko kosala s cerkvami v Konstantinoplu.
V tem obdobju je Rimsko cesarstvo obnovilo mestne utrdbe, da bi se mesto lahko bolje branilo pred naraščajočo nevarnostjo, ki je pretila z Balkana. Leta 473 so Filipe oblegali Ostrogoti Teoderika Strabona. Mesta jim ni uspelo osvojiti, požgali pa so okoliške vasi.

### Bizantinsko obdobje
Filipe, oslabljene zaradi vdorov Slovanov in uničenja makedonskega agrarnega gospodarstva  konec 6. stoletja, verjetno pa tudi zaradi  Justinijanove kuge leta 547, je skoraj popolnoma uničil potres okoli leta 619, po katerem se niso več opomogli. V 7. stoletju so vse dejavnosti skoraj zamrle in mesto je postalo  komaj kaj več kot vas.
Bizantinsko cesarstvo je morda še vedno vzdrževalo mestno garnizijo, dokler niso Bolgari pod kavhanom Isbulom leta 838 osvojili mesta in svojo zmago proslavili z veličastnim napisom na stilobatu bazlike B, ki je zdaj deloma porušen. Filipi so bili strateško dovolj pomembni, da jih je Bizantinsko cesarstvo okoli leta 850 poskušalo ponovno osvojiti. Prisotnost bizantinske vojske v mestu dokazujejo številni napisi civilnih uslužbencev in drugih uradnikov iz prve polovice 9. stoletja. 
Okoli leta 969 je cesar Nikefor II. Fokas obnovil utrdbe na akropoli in v delu mesta, ki so pripomogle k oslabitvi bolgarske in krepitvi bizantinske moči na tem območju. Leta 1077 je škof Bazilij Karcimopulos obnovil del mestnih utrdb.  Mesto je spet začelo napredovati, o čemer priča arabski geograf Al Idrisi, ki ga je okrog leta 1150 omenil kot središče poslovanja in pridelave vina.
Po četrti križarski vojni in zavzetju Konstantinopla leta 1204 so mesto za nekaj časa zasedli Franki, potem so ga osvojili Srbi. Filipi so kljub temu ostali pomembna utrdba ob starodavni rimski cesti Via Egnatia. Srbi so leta 1354 tam ujeli pretendenta za bizantinski prestol Matijo Kantakuzena.
Mesto je bilo neznano kdaj zapuščeno. Ko je francoski popotnik Pierre Belon v 50. letih dvajsetega stoletja obiskal to območje, ja naletel samo na ruševine,  ki so jih Turki uporabljali kot kamnolom. Ime mesta je preživelo,  sprva v imenu turške vasi Filibedžik (turško Filibecik, kar pomeni "Mali Filip"), ki je od takrat izginila, in nato v imenu grške vasi v bližnjih gorah.

## Arheološka izkopavanja
Filipi so ponovno omenili ali na kratko opisali popotniki v 16. stoletju. Prvi arheološki opis mesta je naredil Perrot leta 1856. Za njim sta najdišče leta 1861 opisala Léon Heuzey in Henri Daumet v svoji slavni Mission archéologique de Macédoine (Makedonska arheološka misija).
Prva izkopavanja so se začela šele poleti 1914, vendar jih je kmalu prekinila prva svetovna vojna. Izkopavanja, ki jih je izvedla École française d'Athènes, so se nadaljevala leta 1920 in trajala do leta 1937. V tem času so izkopali grško gledališče, forum, baziliki A in B, kopališče in obzidje. Po drugi svetovni vojni so v Filipi prišli grški arheologi. V letih 1958 do 1978 so Société Archéologique in za njimi Service Archéologique in Univerza v Solunu odkrili škofovsko četrt in osmerokotno cerkev, velika zasebna prebivališča, še eno baziliko v bližini muzeja in dve drugi v nekropoli vzhodno od mesta.
- Ruševine velike triladijske krščanske bazilike (bazilika A), zgrajene proti koncu 5. stoletja
- Vhod v baziliko B
- Filipi
- Ruševine Bazilike B; risba H. Daumeta iz leta 1861